# 卢纳德利
卢纳德利（葡萄牙語：Lunardelli）是巴西巴拉那州的一个市镇。总面积199.22平方公里，总人口5152人，人口密度25.9人/平方公里。